# Distoechurus pennatus
Pour les articles homonymes, voir Phalanger et Phalanger (homonymie).
Espèce
Répartition géographique
Statut de conservation UICN

 LC  : Préoccupation mineure
Le Phalanger à queue plumeuse[réf. nécessaire] (Distoechurus pennatus) est une espèce de marsupial de la famille des Acrobatidae. Il est endémique de Nouvelle-Guinée. Il se reconnaît à sa face blanche rayée de quatre bandes noires et à sa queue en panache. Il fait des bonds rapides en s'accrochant aux branches avec ses doigts tous garnis de griffes acérées. Il se nourrit d'insectes (surtout de cigales) et de fleurs, de nectar et de fruits. Il semble vivre en groupes de 2 ou 3 individus. Ses petits, au nombre de un ou deux par portée, sont transportés dans la poche de la mère, puis sur son dos.

## Carte d'identité
- Répartition : Nouvelle-Guinée
- Habitat : forêt tropicale et pluviale
- Longueur : 10,5 à 13,5 cm
- Queue : 12,5 à 15,5 cm
- Poids : 40 à 60 g
- Sociabilité : il vit en groupe

## Mode de vie
Cette espèce est nocturne et hautement arboricole. Elle est solitaire en dehors de la période de reproduction.